# Conti di Tuscolo
La famiglia dei Conti di Tuscolo (in latino Comites de Tusculana o de Tusculo) è stata una famiglia nobile italiana, appartenente al gruppo delle famiglie baronali romane, che governò su gran parte dell'Agro Romano e dei Colli Albani tra il X e il XII secolo, influenzando le vicende interne di Roma, dello Stato Pontificio e della stessa Chiesa cattolica attraverso il cosiddetto "papato di famiglia".
Il "papato di famiglia" era una formula politica che risolveva il problema della convivenza tra il potere civile e quello religioso, contrariamente al sistema politico diarchico adottato da Alberico di Spoleto che vedeva il potere civile sotto il suo controllo e quello religioso in mano a pontefici di sua scelta. In punto di morte, Alberico, sapendo che dopo di lui il sistema diarchico non avrebbe più funzionato e temendo l'intervento di Ottone I di Sassonia, volle unificare i due poteri facendo giurare ai nobili romani di eleggere, dopo la morte di papa Agapito II, suo figlio Ottaviano, che divenne, un anno dopo, papa Giovanni XII.
La roccaforte feudale di questa famiglia, che a Roma era attestata presso la Basilica dei Santi XII Apostoli, fu l'antica città di Tusculum, fondata in epoche remote prima della stessa Roma e rasa al suolo nel 1191 con il declinare della potenza dei Conti tuscolani: oggi di essa rimangono gli interessanti scavi archeologici di Tusculum, siti nei Castelli Romani, in un'area ricadente nei comuni di Grottaferrata, Monte Compatri e Monte Porzio Catone. Il titolo di conte in realtà non deriverebbe tanto dal rapporto di feudalità con la cittadina di Tuscolo, ma dal loro titolo di conti del Sacro Palazzo Lateranense.

## Storia
Il primo membro della famiglia menzionato dagli atti ufficiali è Gregorio, che nel 986 risulta essere senatore dei romani (romanorum senator) e nel 999 prefetto navale (praefectus navalis). Gregorio potrebbe essere figlio di Alberico II di Spoleto ed imparentato con Marozia, sua nonna, e Teodora, sua bisnonna, cioè con i protagonisti e le protagoniste del periodo della pornocrazia romana; secondo altri è invece figlio di Teofilatto "vestararius" e Marozia, figlia di Teodora, a sua volta sorella della prima Marozia. Secondo la prima ipotesi sarebbe inoltre fratello di Ottaviano, ossia papa Giovanni XII, mentre secondo la seconda ipotesi nipote diretto di Teofilatto (padre omonimo di suo padre e quindi nonno) ed avallerebbe una discendenza maschile (i Tuscolani e i Colonna) da quest'ultimo. Gli interessi di questa famiglia a Roma sono testimoniati dalla donazione di Palestrina fatta da papa Giovanni XIII a sua sorella Stefania, senatrice romana, figlia di Giovanni Crescenzi, congiunta di Alberico II ed antenata dei Conti di Tuscolo che domineranno in seguito sulla zona.
Dall'unione dei suddetti Teofilatto e Teodora nacquero Marozia e Teodora. Marozia, sposatasi con Alberico di Spoleto, fu madre di Alberico ed ebbe inoltre un figlio illegittimo, Giovanni, avuto nel 907 da una sua relazione extraconiugale con papa Sergio III.
Alberico, figlio di Marozia ed Alberico di Spoleto, ebbe Ottaviano, divenuto papa col nome di Giovanni XII. Suo nipote Gregorio, figlio di Teofilatto "vestararius", fu il primo a portare il titolo e la denominazione di Conte di Tuscolo ed ebbe tre figli e una figlia: Alberico, Teofilatto e Romano e Marozia. Teofilatto e Romano divennero papi rispettivamente nel 1012 e nel 1024 con i nomi di Benedetto VIII e Giovanni XIX. Alberico, figlio di Gregorio, fu a sua volta padre di Teofilatto, divenuto papa col nome di Benedetto IX, Gregorio, Pietro e Ottaviano.
Gregorio, figlio di Alberico, ebbe – tra gli altri – Gregorio, che succedette alla guida della famiglia. Pietro, altro figlio di Gregorio, diede origine alla famiglia Colonna. Da Gregorio seguirono, nell'ordine Tolomeo I e Tolomeo II. Quest'ultimo fu padre di Gionata, Rainone e Giordano, che guidarono la famiglia fino al 1167, anno in cui dei tre rimase in vita solo Rainone.
La famiglia, che nella metà del XII secolo aveva visto la cessione al papa della metà di Tuscolo da parte dei cugini Oddone e Carsidonio Colonna, andò incontro ad un progressivo ed irreversibile declino. Nel 1167 Rainone prese parte alla battaglia di Prata Porci, nella quale Rainone chiese l’intervento dell’imperatore. Vinta la battaglia i cittadini di Tuscolo impedirono al conte di rientrare in città, obbligandolo a vendere la sua metà di Tuscolo al Papa (già possessore dell’altra metà). Ne seguirono anni difficile per le genti Tuscolane, la città vide una ristrutturazione edilizia dove venne fatto spazio per sostituire il vecchio palazzo del conte con le dimore Papali (essendo questi in rivalità con il senato romano). Tuscolo fu presa nuovamente d’assadio negli anni a seguire, fino a quando nel 1191 il papa consente ai romani la distruzione delle mura tuscolane minacciando eventuali ricostruttori di scomunica in cambio di una riappacificazione con il senato e del suo rientro a roma. L’anno successivo morirà anche l’imperatore, ed il nuovo in cambio dell’incoronazione romana venderà tuscolo al senato, ritirerà il suo reggimento di giarda, e una volta spoglia e povera nella notte dopo pasquetta i romani adsaltarono tuscolo e la distrussero definitivamente. Con la morte dei tre fratelli ebbe fine la famiglia dei Conti di Tuscolo, della quale sopravvisse solo la discendenza di Rainone, che costituì la famiglia Sant'Eustachio.

## Albero genealogico
Di seguito è riportato l'albero genealogico dei Conti di Tuscolo dal capostipite Gregorio, vissuto nel X secolo, fino agli ultimi discendenti, deceduti nel XII secolo, stilato secondo una ricostruzione dello storico Ferdinand Gregorovius:
|         |         |          |            |                     |                     |                            |              |                        |                        |              |              |           |         |        |        |
|         |         |          |            |                     |                     |                            |              |                        |                        | Gregorio     |              |           |         |        |        |
|         |         |          |            |                     |                     |                            |              |                        |                        |              |              |           |         |        |        |
|         |         |          |            |                     |                     |                            |              |                        |                        |              |              |           |         |        |        |
|         |         |          |            |                     |                     |                            |              |                        |                        | Teofilatto   |              |           |         |        |        |
|         |         |          |            |                     |                     |                            |              |                        |                        |              |              |           |         |        |        |
|         |         |          |            |                     |                     |                            |              |                        |                        |              |              |           |         |        |        |
|         |         |          |            |                     |                     |                            |              |                        | Marozia                | Marozia      | Teodora      | Teodora   |         |        |        |
|         |         |          |            |                     |                     |                            |              |                        |                        |              |              |           |         |        |        |
|         |         |          |            |                     |                     |                            |              |                        |                        |              |              |           |         |        |        |
|         |         |          |            |                     |                     |                            |              | Giovanni (illegittimo) | Giovanni (illegittimo) | Alberico     | Alberico     |           |         |        |        |
|         |         |          |            |                     |                     |                            |              |                        |                        |              |              |           |         |        |        |
|         |         |          |            |                     |                     |                            |              |                        |                        |              |              |           |         |        |        |
|         |         |          |            |                     |                     |                            |              |                        | Teofilatto             | Teofilatto   | Ottaviano    | Ottaviano |         |        |        |
|         |         |          |            |                     |                     |                            |              |                        |                        |              |              |           |         |        |        |
|         |         |          |            |                     |                     |                            |              |                        |                        |              |              |           |         |        |        |
|         |         |          |            |                     |                     |                            |              |                        | Gregorio               |              |              |           |         |        |        |
|         |         |          |            |                     |                     |                            |              |                        |                        |              |              |           |         |        |        |
|         |         |          |            |                     |                     |                            |              |                        |                        |              |              |           |         |        |        |
|         |         |          |            |                     |                     | Alberico III               | Alberico III | Teofilatto             | Teofilatto             | Romano       | Romano       | Marozia   | Marozia |        |        |
|         |         |          |            |                     |                     |                            |              |                        |                        |              |              |           |         |        |        |
|         |         |          |            |                     |                     |                            |              |                        |                        |              |              |           |         |        |        |
|         |         |          | Teofilatto | Teofilatto          | Gregorio II         | Gregorio II                | Pietro       | Pietro                 | Ottaviano              | Ottaviano    |              |           |         |        |        |
|         |         |          |            |                     |                     |                            |              |                        |                        |              |              |           |         |        |        |
|         |         |          |            |                     |                     |                            |              |                        |                        |              |              |           |         |        |        |
| Teodora | Teodora | Giovanni | Giovanni   | Pietro              | Pietro              |                            |              |                        |                        | Gregorio III | Gregorio III |           |         |        |        |
|         |         |          |            |                     |                     |                            |              |                        |                        |              |              |           |         |        |        |
|         |         |          |            |                     |                     |                            |              |                        |                        |              |              |           |         |        |        |
|         |         |          |            | Linea dei Colonna · | Linea dei Colonna · | Tolomeo                    | Tolomeo      | Gregorio               | Gregorio               | Pietro       | Pietro       | Egidio    | Egidio  | Isdara | Isdara |
|         |         |          |            |                     |                     |                            |              |                        |                        |              |              |           |         |        |        |
|         |         |          |            |                     |                     |                            |              |                        |                        |              |              |           |         |        |        |
|         |         |          |            |                     |                     | Tolomeo                    |              |                        |                        |              |              |           |         |        |        |
|         |         |          |            |                     |                     |                            |              |                        |                        |              |              |           |         |        |        |
|         |         |          |            |                     |                     |                            |              |                        |                        |              |              |           |         |        |        |
|         |         |          |            | Gionata             | Gionata             | Rainone                    | Rainone      | Giordano               | Giordano               |              |              |           |         |        |        |
|         |         |          |            |                     |                     |                            |              |                        |                        |              |              |           |         |        |        |
|         |         |          |            |                     |                     |                            |              |                        |                        |              |              |           |         |        |        |
|         |         |          |            |                     |                     | Linea dei Sant'Eustachio · |              |                        |                        |              |              |           |         |        |        |

## Altre ramificazioni
Rainone, figlio del senatore di Roma Tolomeo II, ebbe come figli Agapito ed Ottolino, anch'essi senatori, i quali fondarono la famiglia Sant'Eustachio, così denominata in onore dell'omonimo santo, del quale si ritenevano falsamente discendenti, che possedette i feudi di Cantalupo in Sabina, Forano e Poggio Catino.

## Stemma
Alla famiglia dei Conti di Tuscolo vengono attribuiti alcuni stemmi araldici tuttora esistenti nell'Abbazia di San Nilo di Grottaferrata, di cui furono fondatori e protettori. Si tratta di scudi realizzati in mosaico tra la fine del XIII secolo e primi anni del XIV secolo, blasonabili di rosso all'aquila scaccata d'oro e di nero. Tali reperti spetterebbero tuttavia ad una famiglia di sua derivazione, quella dei Conti di Segni, che ebbe, anch'essa, forte influenza sull'abbazia. In realtà lo stemma dei Conti di Tuscolo era d'oro all'aquila di nero coronata dello stesso.